# Der Große Dalmuti
Der Große Dalmuti ist ein Kartenspiel von Richard Garfield. Es erschien 1995 auf Englisch mit Grafiken von Margaret Organ-Kean bei Wizards of the Coast und 1996 auf Deutsch bei Amigo. Das Spiel mit seinen 80 Karten ist für 4–8 Spieler ab 8 Jahren ausgelegt. Die 80 Karten bestehen aus den Zahlen eins bis zwölf, wobei jeweils so viele Karten vorhanden sind wie ihr Wert ist, also eine Eins, zwei Zweien usw. Weiterhin sind zwei Narren (Joker) vorhanden. Es ist eng verwandt mit Arschloch, das mit dem Standardblatt gespielt wird.

## Spielprinzip
Das Ziel des Spiels ist es, seine Handkarten möglichst schnell abzulegen. Wer zuerst alle Karten abgelegt hat, ist Der Große Dalmuti. Daneben gibt es noch die Ränge (in absteigender Folge) Der Kleine Dalmuti, Der Kleine Diener und Der Große Diener. Der Spieler, der den Rang des Großen Dieners bekleidet, muss die Karten mischen, austeilen usw.
Zum Spielbeginn werden alle Karten gemischt und auf dem Tisch ausgebreitet. Jeder Mitspieler zieht eine Karte und nach dem Wert der Karte (je kleiner die Zahl auf der Karte, desto besser) wird sein Rang festgelegt. Derjenige, der den höchsten Rang gezogen hat, ist Der Große Dalmuti. Er darf sich einen Platz am Tisch aussuchen. Links neben dem Großen Dalmuti nimmt der Spieler mit der zweithöchsten Karte Platz. Er ist in dieser Runde Der Kleine Dalmuti. Rechts neben dem Großen Dalmuti sitzt der Spieler mit der niedrigsten Karte, der Große Diener. Neben dem Großen Diener sitzt dann der Kleine Diener. Zwischen den beiden äußeren Spielen sitzen die restlichen Mitspieler, das Volk.
Nachdem die Ränge verteilt wurden, beginnt der eigentliche, sich wiederholende Teil des Spiels.
Der Große Diener sammelt alle Karten ein und mischt sie. Die Karten werden dann im Uhrzeigersinn ausgeteilt. Die erste Karte erhält der Große Dalmuti. Es werden alle Karten verteilt, auch wenn einige Spieler dann mehr Karten erhalten als andere. Der Große Dalmuti gibt nun zwei Karten seiner Wahl an den Großen Diener, der ihm wiederum seine zwei besten Karten geben muss. Der Kleine Dalmuti gibt eine Karte seiner Wahl an den Kleinen Diener, der ihm wiederum seine beste Karte geben muss. Das Tauschen der Karten kann verhindert werden, wenn ein Spieler die beiden Narren des Spiels auf der Hand hält. Dadurch löst er eine Revolution aus und verhindert den Kartentausch. Sollte der Große Diener beide Narren auf der Hand halten, ruft er den Aufstand aus. Der Große Dalmuti tauscht seinen Rang mit dem Großen Diener, der Kleine Dalmuti mit dem Kleinen Diener.
Der Große Dalmuti beginnt nun die Spielrunde, indem er beliebige, gleiche Karten ausspielt. Die Mitspieler müssen die gleiche Anzahl Karten aber mit höherem Wert ausspielen (wobei eine Zehn höher zu werten ist, als eine Zwölf. Der Narr gilt als 13), um den Stich zu machen. Narren gelten hierbei als Joker und können den Rang der Karte annehmen, mit der sie ausgespielt werden. Allein sind Narren die niedrigste Karte im Spiel.
Um den Stich zu erreichen, müssen bei vier Achten auch vier z. B. Sechsen abgelegt werden.
Hat ein Spieler alle seine Handkarten ausgespielt, ist er in der nächsten Runde der Große Dalmuti. Die restlichen Mitspieler spielen weiter, bis nur noch einer Karten auf der Hand hält. Der zweite Spieler, der alle seine Handkarten abgelegt hat, ist in der nächsten Runde der Kleine Dalmuti, der vorletzte Spieler der Kleine Diener und der Spieler, der zuletzt noch Karten auf der Hand hält, der Große Diener.
Nach der Runde erhält der neue Große Dalmuti pro Mitspieler einen Punkt, der Kleine Dalmuti erhält einen Punkt weniger als der Große Dalmuti, der Kleine Diener nochmals einen Punkt weniger als der Kleine Dalmuti. Der Große Diener geht leer aus.